# Tillmann Bendikowski

Tillmann Bendikowski (2014)

Tillmann Bendikowski (* 1965) ist ein deutscher Journalist und Historiker.

## Leben
Nach einer Ausbildung zum Journalisten nahm Bendikowski 1989 ein Studium an der Ruhr-Universität Bochum auf. Dort studierte er Geschichte, Publizistik, Kommunikationswissenschaften und Theorie und Didaktik der Geschichte. Nach dem Ende seines Studiums 1994 folgte 1999 seine Promotion bei den Historikern Hans Mommsen und Günter Brakelmann. Im Anschluss gründete er die Hamburger Medienagentur Geschichte und ging damit in die Selbstständigkeit. Seither war er als Herausgeber und Mitautor an mehreren Bücherprojekten beteiligt und verfasste auch selbst mehrere Werke, darunter eine Monographie über Friedrich den Großen im Jahr 2011.

## Schriften (Auswahl)
- „Lebensraum für Volk und Kirche“. Kirchliche Ostsiedlung in der Weimarer Republik und im „Dritten Reich“, Stuttgart/Berlin 2002.
- als Hrsg.: Die Macht der Töne. Musik als Mittel politischer Identitätsfindung im 20. Jahrhundert, Münster 2003.
- Der Tag, an dem Deutschland entstand. Die Geschichte der Varusschlacht, München 2008.
- Friedrich der Große, München 2011.
- Allein unter Müttern. Erfahrungen eines furchtlosen Vaters, München 2012.
- Sommer 1914. Zwischen Begeisterung und Angst – wie Deutsche den Kriegsbeginn erlebten. C. Bertelsmann, München 2014, ISBN 978-3-570-10122-3.
- Der deutsche Glaubenskrieg: Martin Luther, der Papst und die Folgen. C. Bertelsmann, München 2016, ISBN 978-3-570-10197-1.
- Helfen. Warum wir für andere da sind. C. Bertelsmann, München 2016, ISBN 978-3-570-10313-5.
- Ein Jahr im Mittelalter : Essen und Feiern, Reisen und Kämpfen, Herrschen und Strafen, Glauben und Lieben. C. Bertelsmann, München 2019, ISBN  978-3-570-10283-1.
- 1870/71: Der Mythos von der deutschen Einheit. C. Bertelsmann, München 2020, ISBN 978-3-570-10407-1
- Hitlerwetter. Das ganz normale Leben in der Diktatur: Die Deutschen und das Dritte Reich 1938/39. C. Bertelsmann, München 2022, ISBN 978-3-641-27548-8.
- Himmel hilf! Warum wir Halt in übernatürlichen Kräften suchen: Aberglaube und magisches Denken vom Mittelalter bis heute, C.Bertelsmann Verlag 2023, ISBN 978-3-570-10496-5.
- mit Silke Göttsch-Elten, Rainer Hering: Wem gehört die Geschichte? Das Landesarchiv Schleswig-Holstein 1870-2020, Wallstein, Göttingen 2025, ISBN 978-3-8353-5731-0.